# Säven
Säven är en sjö i Borås kommun och Vårgårda kommun i Västergötland och ingår i Göta älvs huvudavrinningsområde. Sjön är 34 meter djup, har en yta på 11,8 kvadratkilometer och befinner sig 155 meter över havet. Sjön avvattnas av vattendraget Säveån.
Sjön delas upp i boråsdelen där den kallas Sörsjön och i vårgårdadelen där den kallas Nordsjön. Säveån mynnar ut i sjön i ena ändan, i den andra ändan fortsätter den sitt lopp ut ur sjön vid Sävsjöos.
Säven har tre badplatser. Vaselid ligger vid Sävsjöos i Vårgårda kommun, Tämta Beach vid Tämta i Borås kommun och Säveholm i Vänga socken som också ligger i Borås kommun.
Tidigare har timmer flottats över Säven ned till Sävsjöos såg vid Säveåns utlopp i Sävens norra ända. Flottningen upphörde på 1930-talet.

## Delavrinningsområde
Säven ingår i delavrinningsområde (642238-132438) som SMHI kallar för Utloppet av Säven. Medelhöjden är 190 meter över havet och ytan är 58,1 kvadratkilometer. Räknas de 7 avrinningsområdena uppströms in blir den ackumulerade arean 194,23 kvadratkilometer. Säveån som avvattnar avrinningsområdet har biflödesordning 2, vilket innebär att vattnet flödar genom totalt 2 vattendrag innan det når havet efter 113 kilometer. Avrinningsområdet består mestadels av skog (58 %). Avrinningsområdet har 12,67 kvadratkilometer vattenytor vilket ger det en sjöprocent på 21,8 %.